# Paradise Guerrilla
Paradise Guerrilla é uma banda brasileira de música pop formada no Rio de Janeiro no ano de 2022. A atual formação consiste em Starlight, U.F.O. e Frankstation.
Marcados pelo uso de trajes com referências aliens em dois integrantes e a presença pop de sua frontwoman, a banda se utiliza de fortes influências do sci-fi, do universo gamer e da cultura de HQs em seus vídeos e apresentações. Sua sonoridade pop mescla elementos eletrônicos com a utilização de instrumentos analógicos como sintetizadores moog e drum machines, baixo e guitarra. Suas composições abordam temas como vida vida extraterrestre e relações humanas.
Seu single de estreia "Another Galaxy" ficou entre as 50 músicas mais tocadas nas rádios brasileiras em 2022, e seu clipe foi indicado em duas categorias no Music Video Festival Awards 2022.
Em 2023 a banda anuncia seu primeiro álbum, "I Wanna Make A Hole In The Sky", acompanhado de uma trilogia de videoclipes que foram gravados dentro do novo game da banda, coincidindo com sua apresentação na primeira edição do The Town.

## Integrantes
- Starlight - vocal, produção musical
- U.F.O. - guitarra, sintetizadores, produção musical
- Frankstation - baixo, sintetizadores, produção musical

## Discografia

### Albúns
- I Wanna Make A Hole In The Sky[1][16](2023)

### Singles
- Another Galaxy[17] (2022)
- Escape feat. Tsukiyomi[18] (2022)
- Through The Lights[19] (2022)
- Intoxicated[2] (2023)
- Storm[15] (2023)
- Supernatural Freak[20] (2023)

## Prêmios e indicações
Music Video Festival Awards
2022
- Indicados nas categorias: "Melhor narrativa em videoclipe - Escolha do júri" e "Efeitos especiais em videoclipe - Escolha do júri"[21]